# Hendrik van Engeland (1268-1274)

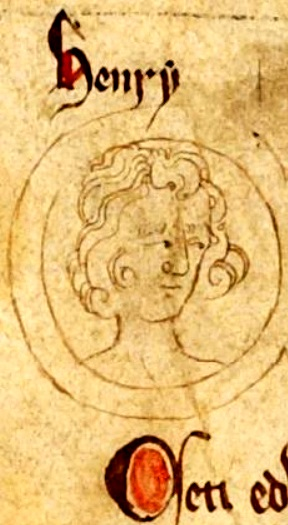
Hendrik van Engeland.

Hendrik van Engeland (Windsor, 6 mei 1268 - Guildford, 14 oktober 1274) was van 1272 tot aan zijn dood erfopvolger van de Engelse troon. Hij behoorde tot het huis Plantagenet.

## Levensloop
Hendrik was het vijfde kind en de tweede zoon van koning Eduard I van Engeland uit diens eerste huwelijk met Eleonora van Castilië, dochter van koning Ferdinand III van Castilië. In augustus 1271 overleed zijn oudere broer Jan, waardoor hij na de troonsbestijging van zijn vader in november 1272 erfopvolger van de Engelse troon werd.
In 1273 werd hij verloofd met de pasgeboren Johanna van Navarra (1273-1305), dochter en erfopvolgster van koning Hendrik I van Navarra. Het huwelijk vond echter nooit plaats, aangezien de ziekelijke Hendrik in oktober 1274 op zesjarige leeftijd een natuurlijke dood stierf. De jongen werd bijgezet in Westminster Abbey. Zijn jongere broer Alfons van Chester werd in zijn plaats erfopvolger.